# Antioch (Ohio)
Antioch é uma vila localizada no estado norte-americano de Ohio, no Condado de Monroe.

## Demografia
Segundo o censo norte-americano de 2000, a sua população era de 89 habitantes. 
Em 2006, foi estimada uma população de 88, um decréscimo de 1 (-1.1%).

## Geografia
De acordo com o United States Census Bureau tem uma área de 
0,3 km², dos quais 0,3 km² cobertos por terra e 0,0 km² cobertos por água. Antioch localiza-se a aproximadamente 338 m acima do nível do mar.

## Localidades na vizinhança
O diagrama seguinte representa as localidades num raio de 16 km ao redor de Antioch. 